# Gamad
Gamad war ein Längenmaß in Äthiopien.
- 1 Gamad = 66 Meter